# Krambambuli
Krambambuli is een verhaal van Marie von Ebner-Eschenbach, dat voor het eerst in haar cyclus Dorf- und Schlossgeschichten (1883) werd gepubliceerd.

## Samenvatting
In een herberg ontmoet de jager Hopp een landloper genaamd de Gele, die zijn hond bij zich heeft. Jager Hopp voelt een grote genegenheid voor hem, zoals hij nog nooit bij een andere hond gevoeld heeft. Daarom ruilt hij met de Gele twaalf flessen Krambambuli tegen de hond, die jager Hopp vanaf nu Krambambuli (Jenever) noemt.
De hond wil niet met de jager meegaan noch hem gehoorzamen en pas na twee maanden van intensieve training wordt de hond een trouwe vriend en beschermer van jager Hopp. De twee zijn erg op elkaar gesteld.
Op een dag vraagt de gravin aan Hopp om Krambambuli als een verjaardagscadeau voor haar man te geven. De jager geeft de hond alleen mee onder de voorwaarde dat hij hem terug krijgt als het de graaf niet lukt de hond op te voeden en hem voor zich te winnen. Wat later mag Hopp zijn – sterk achteruitgegane – hond ophalen, omdat deze alle voedsel versmaadt en ieder mens die hem benaderde heeft gebeten.
Op hetzelfde moment zwerft een bende stropers in het gebied rond. De boswachters grijpen hard in. Zo slaat de hoofd-boswachter een groep vrouwen en jongens die hij op het plukken van lindebloesemtakken betrapt. Het blijkt dat een van deze vrouwen de geliefde van de Gele is. Zij neemt wraak en brengt de hoofd-boswachter om. Jager Hopp vindt hem dood, versierd met lindebloemen. Naast hem ligt een oud geweer, door de moordenaar geruild tegen het zijne.
Een paar dagen later lopen de Gele en jager Hopp over de weg. Beiden zijn gewapend; de Gele met de achterlader van de hoofd-boswachter, wat hem als de dader herkenbaar maakt. Hopp geeft Krambambuli de opdracht de Gele te pakken, maar de hond twijfelt tussen zijn oude en zijn nieuwe baas. Uiteindelijk kiest hij voor zijn oude baas, maar Hopp schiet de stroper dood. Uit pure woede wil hij ook de hond doden, maar dat kan hij niet over zijn hart krijgen en dus laat hij hem achter bij het lijk.
Krambambuli struint nu zonder baasje hongerend rond. Hij verlangt naar zijn baas, maar is zich van zijn verraad bewust en durft niet meer naar huis. Hij blijft in de buurt rondhangen, terwijl zijn conditie almaar verslechtert. Omdat hij geen eten kan vinden, smeekt hij in het dorp tevergeefs om eten en vermagert meer en meer. Na enige tijd verlangt jager Hopp zozeer naar zijn hond, dat hij hem gaat zoeken. Als hij op een ochtend de voordeur uitkomt struikelt hij over de van honger omgekomen hond, die zich met zijn laatste krachten naar de voordeur gesleept heeft, maar zijn aanwezigheid niet durfde te laten blijken. Zo is Krambambuli ten slotte van honger en uitputting voor de deur gestorven. Hopp zal nooit over het verlies heenkomen.

## Achtergrond
Het verhaal is gebaseerd op een waargebeurd gegeven: de broer van Marie von Ebner-Eschenbach redde het leven van een hond, toen de eigenaar hem wilde doodknuppelden. In het begin viel het de hond zwaar zijn redder als zijn nieuwe baas te aanvaarden en probeerde hij voortdurend weg te lopen. Toen de vorige eigenaar wederom in het gebied was, rook de hond zijn oude baas en volgde hem.

## Interpretatie
Krambambuli wordt vele malen voor de keuze gesteld om een nieuwe baas te accepteren:
1. Wanneer jager Hopp zijn nieuwe baas wordt, is Krambambuli zijn oude baas zo trouw, dat hij nauwelijks van hem kan loskomen. Alleen met veel liefde en een strenge opvoeding neemt hij jager Hopp als zijn nieuwe baas aan. De relatie tussen jager Hopp en zijn hond wordt gekenmerkt door het feit dat hij met de hond kan praten. Hij is met hem zo verbonden, dat hij hem begrijpt.
2. Op het moment dat hij naar de graaf moet, gedraagt Krambambuli zich net als de eerste keer – hij wil ontsnappen, omdat hij zijn oude baas trouw blijft. Slechts omdat de graaf geen geduld met hem heeft, krijgt zijn oude baas hem terug.
3. Wanneer hij tussen de eerste baas, de Gele, en jager Hopp moet kiezen, kiest Krambambuli voor diegene die hij het eerst trouw was, de Gele.

Jager Hopp is in eerste instantie teleurgesteld in Krambambuli, maar al snel beseft hij dat constante aandacht loont. Aan het einde gaat Krambambuli ten gronde aan het feit dat hij verlaten is en niemand om hem geeft. Jager Hopp kent en waardeert de loyaliteit van de hond en wil hem gaan zoeken, maar dan is het al te laat.
Het is voor de hond niet belangrijk wat het karakter van zijn baas is en of dit een stroper en moordenaar is, die hem voor sterke drank verkoopt. Marie von Ebner-Eschenbach formuleerde het zo: "Loyaliteit is dermate heilig, dat zij zelfs een onrechtmatige relatie met eerbied bejegent." In het geval van ons mensen is dit hetzelfde: een kind houdt van zijn ouders, zelfs als zij het slecht behandelen. Vader blijft vader, moeder blijft moeder. Als de moeder sterft, kan ook de meest empathische stiefmoeder niet dezelfde relatie met het kind opbouwen. Dit thema heeft een biografische achtergrond: Marie von Ebner-Eschenbach verloor haar moeder en later ook haar eerste stiefmoeder.

## Verfilmingen
Het verhaal werd herhaaldelijk verfilmd:
- Krambambuli (1940) geregisseerd door Karl Köstlin, met Rudolf Prack in de hoofdrol
- Heimatland (1955) geregisseerd door Franz Antel met Rudolf Prack, Adrian Hoven, Marianne Hold en anderen
- Ruf der Wälder (1965) geregisseerd door Franz Antel met Johanna Matz, Terence Hill en anderen
- Sie nannten ihn Krambambuli (1972) geregisseerd door Franz Antel met Michael Schanze, Paul Hörbiger, Rudolf Prack en anderen
- Krambambuli (1998) geregisseerd door Xaver Schwarzenberger met Tobias Moretti, Gabriel Barylli, Christine Neubauer, Nina Franoszek en anderen.